# 알바니아 여자 축구 국가대표팀
알바니아 여자 축구 국가대표팀은 알바니아를 대표하는 여자 축구 대표팀으로 알바니아 축구 협회에서 관리한다. 2011년 5월 5일 북마케도니아와의 국제 경기 데뷔전에서 1-0으로 승리했으며 FIFA 여자 월드컵과 UEFA 유럽 여자 축구 선수권 대회 그리고 하계 올림픽 본선 출전 기록이 없다.

## 성적

### FIFA 여자 월드컵
- 1991년 ~ 2011년: 불참
- 2015년 ~ 2019년 - 예선 탈락

### 올림픽 축구
- 1996년 ~ 2012년: 불참

### UEFA 유럽 여자 축구 선수권 대회
- 1984년: 불참
- 1987년: 불참
- 1989년: 불참
- 1991년: 불참
- 1993년: 불참
- 1995년: 불참
- 1997년: 불참
- 2001년: 불참
- 2005년: 불참
- 2009년: 불참
- 2013년: 불참

## 같이 보기
- 알바니아 축구 국가대표팀